# 鉱害

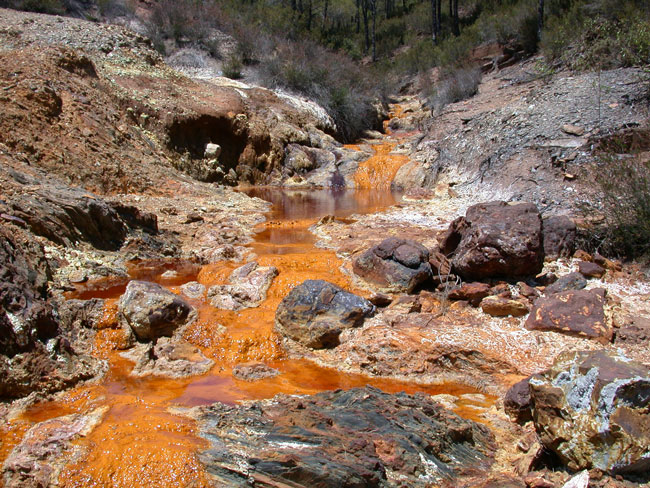
スペインのリオ・ティント川。強酸の河川水に鉱山由来の重金属が溶解している。

鉱害（こうがい）とは、鉱山活動を通じて、地域、地球規模で発生する公害である。鉱害では土地の浸食やシンクホールの生成、生物多様性への影響、または採掘過程で排出される化学物質による土壌、地下水、地表水の汚染が問題となる。また、炭素排出による人間の健康と生物多様性の質に影響もある。採掘法の中には、環境と公衆衛生に重大な影響を及ぼすものもあり、一部の国では、採掘された地域が元の状態に戻るように、鉱山事業者は厳しい環境・原状回復に関する規制に従うことを求められている。

## 地形の破壊

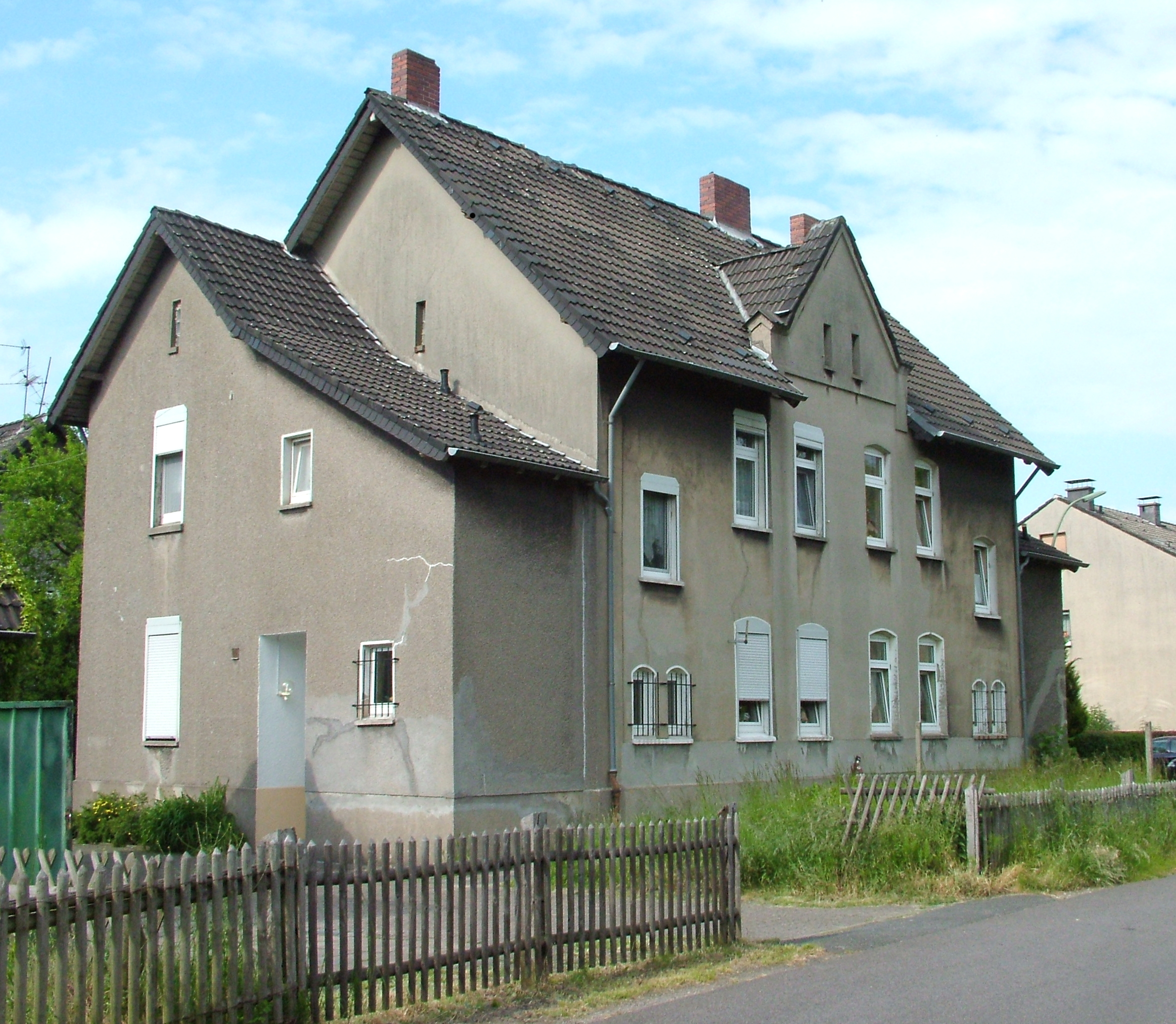
ドイツのグラートベックの住宅。 鉱山開発による陥没穴の影響で亀裂が入っている。

露出した丘陵地の侵食や鉱山ダンプ、鉱滓ダム、排水路、小川、河川の沈下は、周辺地域に大きな影響を与えることがある。パプアニューギニアの巨大なオク・テディ鉱山がその一例であり、原生林で生態系や生息地の破壊を引き起こし、農地では、放牧地や農地での生産活動に影響している。
鉱山やその周辺のシンクホールは、通常、資源の採掘による鉱山の崩落、オーバーバーデンの脆弱化、または地質学的な不連続性によって引き起こされる。鉱山のオーバーバーデンは、下層土や岩盤に空洞を形成し、その上にある地層からの土砂や土砂で埋め尽くされる可能性がある。このようなオーバーバーデンの空洞は、最終的には陥没して地表にシンクホールを形成する可能性がある。突然の土石の崩壊は、何の前触れもなく地表に大きな窪みを形成し、生命や財産に重大な危険が及ぶことがある。鉱山の陥没穴は、陥没しやすい区域が拡大しないよう、支持などを適切に設計したり、障壁を建設したりすることで緩和することができる。また廃鉱では、その崩壊を防ぐ手段として、埋め戻しやグラウトの注入が行われることがある。

## 水質汚染
鉱山活動は周辺の地表水や地下水に有害な影響を及ぼす。適切な予防措置を怠ると、ヒ素、硫酸、水銀などの化学物質によってかなりの面積の地表水や地下水が汚染される。鉱山の排水や冷却、汲み上げなど、採掘では大量の水が使用されているため、地下水や地表水はこうした化学物質に汚染されやすい。また、これらの化学物質を含む流水は、周囲の植生を荒廃させることがある。そのため、流出水を表層や森林に投棄することは避け、鉱滓を海底に処分するべきという主張もある（廃棄物を非常に深くまで沈めることが条件）。化学物質の流出による流域の汚染は、地域住民の健康問題となることもある。
環境規制に配慮した鉱山では、水質学者や地質学者が水の測定を慎重に行い、鉱山の操業によって引き起こされるあらゆる種類の水質汚染を排除するための予防策を講じている。アメリカでは環境への影響を最小限に抑えるため、連邦法と州法が定めた鉱業慣行の規制があり、地表水と地下水を保護するための基準を満たすよう事業者を制限している。これは、バイオリーチング（微生物による処理）のような非毒性の抽出方法を使用することによって効果的に行われる。

### 酸性鉱山廃水(AMD)
地下での採掘は水位より下で進行することが多いため、浸水を防ぐためには常に坑道から水を汲み上げなければならない。鉱山が閉山されると、水の汲み上げが止まり、鉱山が浸水する。ほとんどの酸性岩由来の排水はこの水がきっかけになることが多い。

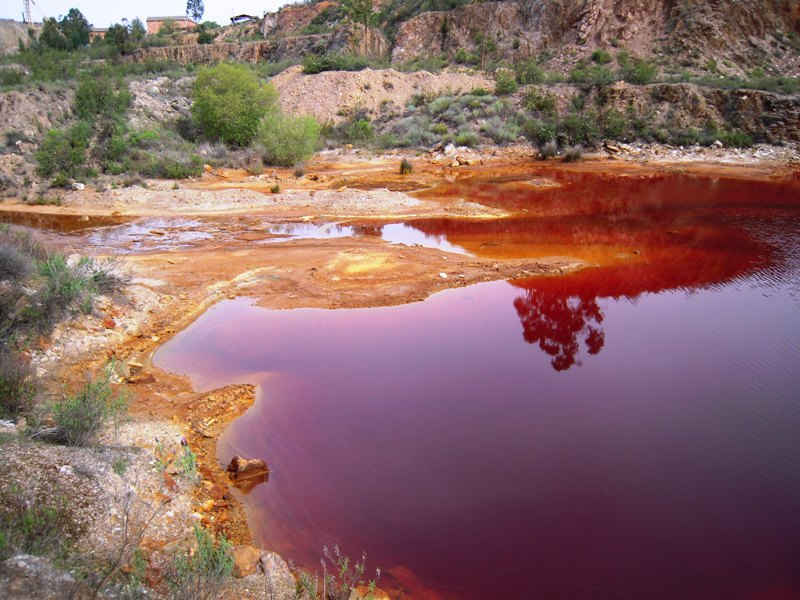
ポルトガルの酸性鉱山の排水

酸性の岩石による排水は、岩石の風化過程の一部として自然に発生することもあるが、通常、採掘やその他の大規模な建設活動特有の大規模な地盤のかく乱によって、硫化物鉱物を豊富に含む岩石で悪化する。地盤が乱された地域（建設現場、関連施設、輸送路など）では、酸性岩由来の排水が発生することがある。多くの地域では、石炭の貯蔵所、取扱施設、洗浄場、廃棄所から排水される液体が強酸性になることがあり、そのような場合には酸性鉱山排水（AMD）として扱われる。また、大規模な海面上昇が起きると、沿岸・河口条件で形成された酸性の硫酸塩を含む土壌が撹乱され、同様の化学反応やプロセスが発生し、環境問題となることがある。
鉱山排水を監視・制御するために、分水、ため池への封じ込め、地下水の汲み上げ、 地下への排水、地下での障壁の建設が有効である。AMDの場合、汚染水は一般的に汚染物質を中和する処理施設に汲み上げられる。2006年の環境影響評価書のレビューでは、「緩和の効果を考慮した後に行われた水質予測は、地下水、浸食層、表流水への実際の影響を著しく過小評価している」ことが明らかになった。

### 重金属
流出水や地下水による金属や重金属の溶解・流出も、ブリティッシュ・コロンビア州バンクーバー近郊の旧銅鉱山ブリタニア鉱山など、鉱山の環境問題の一例である。オクラホマ州ピチャーの廃鉱地で、現在はアメリカ合衆国環境保護庁のスーパーファンド法の保護対象となっているタール・クリークも重金属汚染が問題視されており、鉛やカドミウムなどの重金属が溶存した鉱山の排水によって地下水が汚染された。キプロスの廃銅鉱山スクーリオティッサでは、長期に保管された鉱滓や粉塵が風で飛ばされたことが汚染の原因となった。地球温暖化や採掘活動の増加などによる環境変化で、河川堆積物中の重金属の含有量を増加する可能性が指摘されている。

## 生物への影響

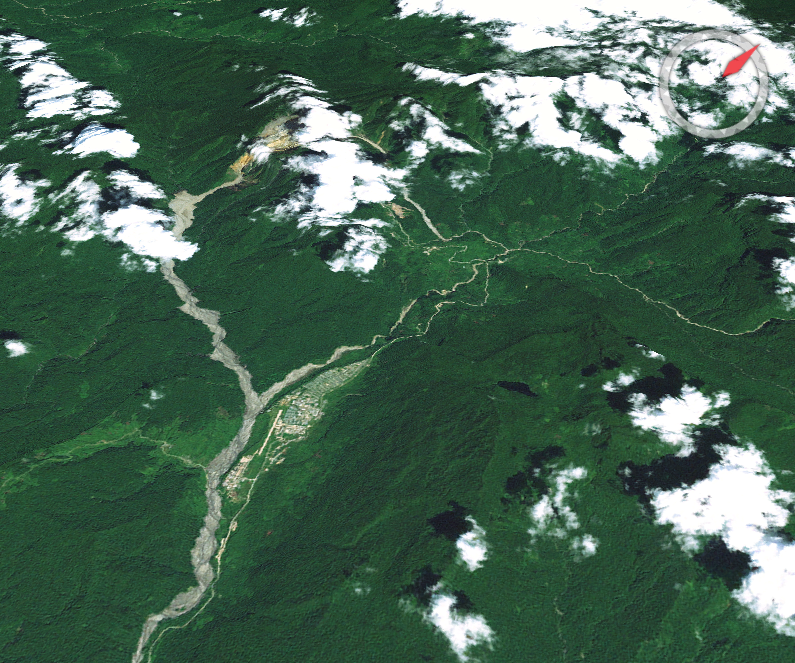
鉱山の尾鉱で汚染されたオキ・テディ川

鉱山を埋設することで生物の生息地を大きく変え、開発区域を越えて大規模に発生し、鉱山廃棄物の残留物による環境汚染などが起きる。鉱山の閉山後も、悪影響は長期間にわたって観察される可能性がある。生息地の破壊が生物多様性の損失の主な要因であるが、鉱山から抽出された物質による直接的な被毒や、食物や水を介した間接的な被毒は、動物や植物、微生物にも影響を与える。pHや温度の変化などの生息地の環境変化は、周辺地域の生物群集を撹乱する。特に固有種は、非常に特殊な環境条件を必要とするため、影響を受けやすく、生息地の破壊やわずかな環境変化によって絶滅の危険にさらされやすい。また動植物の生息地への影響を無視して周囲に廃棄された鉱山からの岩石のような非化学的な産物によっても損傷を受ける可能性がある。
重金属の濃度は鉱山からの距離とともに減少することが知られており、生物多様性への影響も同じ傾向がある。影響は、汚染物質の移動性とバイオアベイラビリティによって大きく変化する可能性がある。例えば、堆積物中の金属イオンの溶解は、それらのバイオアベイラビリティを変更し、水生生物に対する毒性を変えることがある。
生物濃縮は汚染された生息地で深刻なものになる。生物多様性に対する鉱業の影響は、暴露された生物を直接殺すほどの濃度ではなくても、この現象により、食物連鎖の上位にいる種にとってはより大きなものになる。
採掘による生物多様性への悪影響は、汚染物質の性質、環境中に存在する濃度、生態系そのものの性質に大きく左右される。人為的な撹乱に対して非常に抵抗力のある種もあれば、汚染された地域から完全に消滅する種もある。長期間を経ても生息地が汚染から完全に回復することは難しい。
人間もまた、鉱業の影響を受けている。鉱業の過程で大気や水中に放出される汚染物質が原因で発生する病気は数多く存在する。例えば、製錬作業中では、浮遊粒子状物質、硫黄酸化物、ヒ素粒子、カドミウムなどの大気汚染物質が大量に排出され、通常粒子状物質として大気中に放出される。また鉱山労働者が直面する多くの職業上の健康被害もある。従事者の多くは、石綿症、珪肺症、炭坑夫塵肺症などの様々な呼吸器疾患や皮膚疾患に苦しめられている。

## 金属鉱以外の事例

### 選鉱くず
鉱山活動では、尾鉱として知られる過剰な廃棄物が発生する。後に残る材料は、鉱石の価値のある部分を分離した残滓である。これらの大量の廃棄物は、水、砂、粘土、残留アスファルトの混合物であり、自然に存在する渓谷または大規模な人工ダムや堤防から作られた鉱滓池に貯留される。これにより、鉱滓堆積物が沈降したり、貯留池としての再利用が可能になる。
尾鉱は、酸性の鉱山排水によって有毒な金属を放出することで、環境問題となりやすい。しかし、鉱滓池の最大のリスクはダムの決壊である。鉱滓池は一般的に、土地に由来する盛土（土、粗い廃棄物、または採掘作業や鉱滓からの残土）によって形成され、ダムの壁は、より多くの量の鉱滓を維持するために積み上げられることが多い。しかし、鉱滓池の設計基準に対して規制がなく、鉱滓池からの洪水の危険にさらされている。

### ボタ山
ボタ山とは、石炭や鉱石を採掘する際に鉱山の現場から撤去された、堆積した表土(硬;ぼた)の山のことである。これらの廃棄物は、通常の土壌や岩石で構成されており、化学的な廃棄物で汚染されていることがある。これは、鉱石から有用な成分が抽出された後に残る処理物であるため、鉱滓とは大きく成分が異なっている。ボタ山は主に可燃性の高い炭素質物質で構成されているため、火気によって意図せず発火することがある。ボタ山は火災の原因となり、地中や山の中で何年も燃焼が止まらないことがある。耐火煉瓦の原料や、建造物の基礎に優用である．

### 炭鉱
石炭産業は、大気や水源管理、土地利用に影響を与えているだけでなく、石炭の燃焼によって深刻な健康被害を引き起こしている。汚染された大気には、水銀、鉛、二酸化硫黄、窒素酸化物、その他の重金属などの有害物質が存在している。これは、呼吸困難を伴う健康問題を引き起こしており、清浄な空気を必要とする周辺の野生生物にも影響を与えている。アメリカ合衆国環境保護庁は、有害物質の排出を抑制しようとしているが、石炭の採掘を行うすべての工場に対して管理措置を講じていないため、大気汚染の解決は依然として不透明である。水質汚染もまた、この石炭採掘の過程で被害を受けているもう一つの要因である。石炭廃棄物がある水場の浄化には最大10年かかると見込まれており、水源にダメージを与える可能性があるため、濾過をより困難にするだけである。

### 露天炭鉱
露天採掘では、採掘を開始する前に森林に覆われている表土を除去する場合がある。採掘による森林破壊はその他の要因に比べれば少ないかもしれないが、地域生態系の固有性が高い場合には種の絶滅につながる可能性がある。石炭の採掘によって、土壌や水環境に放出される毒素や重金属の量のために森林の破壊をもたらしている。石炭採掘の影響は環境に影響を与えるまでに長い時間がかかるが、石炭の燃焼や数十年に及ぶ火災は飛灰を放出し、温室効果ガスを増加させる。具体的には、露天採掘場の近くにある景観、森林、野生生物の生息地を破壊する可能性がある。さらに、降雨が発生すると、灰やその他の物質が小川に流され、水生生物に影響する可能性がある。これらの影響は、採掘場が完成した後も発生する可能性があり、土質が低下するため、森林破壊の回復には通常よりも時間がかかる。

### オイルシェール採掘場
オイルシェールは、炭化水素を生産できるケロゲンを含む堆積岩である。オイルシェールの採掘は環境に影響を与え、生物の生息地や生態系にダメージを与える懸念がある。採掘過程での加熱と燃焼は、二酸化炭素と温室効果ガスを含む物質と廃棄物を発生させるため、オイルシェールの生産と使用に反対する環境主義者は多い。大気汚染の中でも、オイルシェールは酸素と炭化水素を扱っているため、水質汚染は主に大きな問題である。オイルシェールの採掘と化学製品の生産により、採掘場の環境に影響を及ぼしている。地下採掘の領域内の地盤の動きは、地域の非安定性を引き起こすため、長期的な問題である。地下採掘により、新たな地層が発生し、植物の成長に適したものになることもあるが、原状回復が必要になることがある。

## 鉱害緩和に向けた取り組み
廃鉱の埋立を確実に完了し、将来利用するために鉱山の土地を復元する目的で、各国の政府や規制当局は、埋立地の生産性が実証されるまでの間、鉱業会社がエスクローとして保有する債券を発行することを義務付けている。1978年以来、鉱山事業者は米国だけでも8,000 km2以上の土地を埋め立ててきた。この埋め立てられた土地は、以前の採掘地の植生や野生生物を一新し、農業や牧場に利用することもできる。